# 민종유
민종유(閔宗儒, 1245 ~ 1324)는 고려의 문신이다. 본관은 여흥(驪興)이다. 민영모의 현손이자 민적의 아버지다.
11세때 왕자 시양부의 학우가 되었고, 19세때 청도감무에 임명되었다. 이 당시에 공정한 법 집행으로 명성이 높았다.
충렬왕 때 삼사우윤, 밀직부사, 형조판서, 전법판사 등을 거쳐 찬성사에 이르렀다.
충숙왕 때 복흥군에 봉해졌으나 1321년 봉작을 내놓고 찬성사로 복직했다. 당대의 간신 권한공이 원나라 중서성에 심왕의 추대를 건의하려고 서명을 강요하자 이를 완강히 거절하였다. 시호는 충순(忠順)이다.

## 가족 관계
- 조부 : 민인균
- 아버지 : 민황
- 아들 : 민적(閔頔, 1269 ~ 1335)
- 며느리 : 원씨
- 손자 : 민사평(閔思平, 1295 ~ 1359)
- 손자 : 민변(閔忭, ? ~ 1377)
- 손자 : 민유(閔愉, ? ~ ?, 민유중, 민정중의 11대 선조, 인현왕후의 12대 선조)